# 1569
1569 (MDLXIX) var ett normalår som började en lördag i den julianska kalendern.

## Händelser

### Januari
- 26 januari – Erik XIV avsätts formellt och Johan III bekräftas av riksrådet som kung av Sverige.[1]

### Juli
- 1 juli – Lublinfördraget omvandlar personalunionen mellan kungariket Polen och storfurstendömet Litauen till en realunion, det polsk-litauiska samväldet.
- 9 juli – Per Brahe d.ä. får Visingsborg som grevskap, vilket blir Sveriges första grevskap.
- 10 juli – Johan III kröns tillsammans med sin hustru Katarina Jagellonica i Uppsala domkyrka. Adeln kräver bland annat att utlänningar förhindras plats i riksrådet.

### Sommaren
- Sommaren - En sammansvärjning mot Johan III med syfte att återuppsätta Erik XIV på tronen avslöjas.

### Oktober
- 24 oktober – Svenskarna går åter in i Skåne och härjar.
- 29 oktober – Skånska Åhus intas av svenska trupper.
- Oktober – Danskarna börjar belägra Varberg.

### Hösten
- Hösten - Stillestånd sluts mellan de svenska och de danska styrkorna i Estland.

### November
- 11 november – Den danske befälhavaren Daniel Rantzau stupar under belägringen av Varberg.
- 13 november – Fredsförhandlingar mellan Sverige och Danmark inleds i Knäred men förblir resultatlösa.

### December
- 4 december – Danskarna återerövrar Varbergs fästning.

### Okänt datum
- Fredsmil (även känt som Frihetsmil) införs för första gången i det svenska riket. Detta innebär att frälsebönder inom en mils radie från säterigårdar slipper krigsutskrivningar.
- En ombyggnad av Borgholms slott påbörjas.

## Födda
- 31 januari – Johan Nilsson Gyllenstierna, svensk amiral.
- 30 augusti – Djahangir, indisk stormogul.
- 5 november – Nils Turesson Bielke, svenskt riksråd.
- Margareta Saraechhia, italiensk författare.
- Amelia Lanyer, engelsk diktare.

## Avlidna
- Januari – Janet Beaton, skotsk adelsdam.
- 11 september – Vincenza Armani, italiensk konstnär.
- 20 oktober – Evfrosinja Staritskaja, politiskt aktiv rysk adelskvinna.
- 11 november – Daniel Rantzau, dansk krigare (stupad).
- Gracia Mendes Nasi, osmansk affärskvinna.

### Fotnoter
1. ↑  World Statesmen (läst 4 april 2011)